# Янтбелидзе, Вано
Ива́нэ (Вано́) Янтбели́дзе (груз. ივანე (ვანო) იანტბელიძე; род. 14 января 1954, Самтредиа, Грузинская ССР) — советский и грузинский актёр, артист, художественный руководитель и директор Телавского государственного драматического театра, Заслуженный артист Грузинской ССР (1986).

## Биография
В 1971 году окончил среднюю школу.
Учась на первом курсе театрального института, дебютировал в фильме Леонида Быкова «В бой идут одни «старики»». В дальнейшем Быков позвал Янтбелидзе в свой следующий фильм «Аты-баты, шли солдаты…». Как отмечал сам актёр: «Время, проведённое мною на съемках у Леонида Быкова, — самое счастливое и яркое воспоминание. Атмосфера всеобщей любви — главное, что отличало эту съемочную группу! И я буду любить Быкова, пока буду жив! И в моем доме, в моей семье, среди всех моих друзей всегда будут помнить и чтить этого человека!»
В 1975 году окончил актёрский факультет Тбилисского театрального института им. Шоты Руставели и в том же году становится актёром Телавского государственного драматического театра, на сцене которого сыграл более 150 ролей. Ездил со своим театром в Европу на гастроли. Снимался в Германии, в Лондоне. Из-за высокой занятости на театральной сцене в дальнейшем актёр редко появлялся в кино: «В советское время существовал план для театра: примерно 400 спектаклей в год. А я играл почти все главные роли: Лени в спектакле по Стейнбеку „Про людей и мышей“, Генриха IV, Ричарда III, Ираклия II в спектакле по одноименной пьесе нашего классика Гутуа (за этот спектакль мне патриарх Грузии подарил вот этот браслет с крестом, что я сейчас ношу на руке как талисман) и т. д. Поэтому не мог себе позволить уехать на длительное время на съемки. Да и, по правде говоря, в кино ничего значимого и интересного в сравнении с моим репертуаром в театре мне не предлагали».
В 1986 году удостоен почётного звания «Заслуженный артист Грузинской ССР».
В 2001 году стал художественным руководителем и директором театра.
В 2004 года ему присудили театральную премию «За большой вклад в развитие культуры Грузии».
В 2014—2015 годах участвовал в съемках украинского сериала «Гвардия», посвященного событиям войны на востоке Украины, где сыграл роль грузинского повара Гурама, владельца ресторана, который закрыл свое заведение и начал кормить активистов сначала на евромайдан, а впоследствии и в Нацгвардии: «Я с первых дней наблюдал за событиями, которые происходили на Майдане. По-другому в Грузии никто себя и не вел — мы считаем украинцев своими братьями. И как никто другой знаем, что украинцы сейчас чувствуют».

## Фильмография
- 1973 — В бой идут одни «старики» — Вано Кобахидзе, лётчик
- 1975 — Одиннадцать надежд — Брегвадзе
- 1976 — Аты-баты, шли солдаты… — Вано Кодеридзе, рядовой «витязь без тигровой шкуры»
- 1982 — Печальный горн — эпизод
- 1984 — И падал снег над белыми садами[груз.] — эпизод
- 1992 — Шамиль — Хасайхан Уцмиев, офицер русской армии
- 1995 — Переселенцы / ხიზნები
- 2006 — Два хевсура / ორი ხევსური (короткометражный) — старый хевсур
- 2015 — Гвардия  — Гурам Левидзе, владелец ресторана
- 2016 — Крёстная — Зураб